# 미로슬라우 라이차크

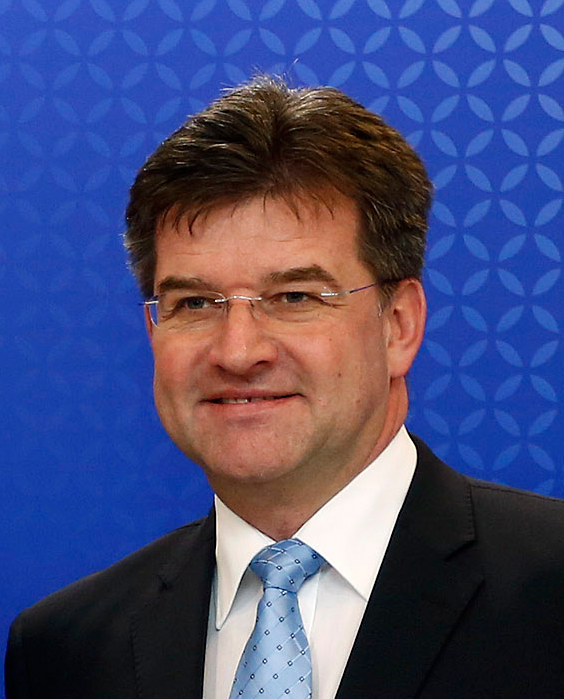
미로슬라우 라이차크

미로슬라우 라이차크(슬로바키아어: Miroslav Lajčák, 1963년 3월 20일 ~ )는 슬로바키아의 외교관이다.

## 생애
슬로바키아 포프라트 출신이며 어린 시절에는 스타라류보브냐에 위치한 초등학교를 졸업했다. 1977년에는 가족들과 함께 브라티슬라바로 이주하면서 브라티슬라바 문법학교에 입학했고 나중에 반스카비스트리차 문법학교를 졸업하게 된다. 코메니우스 대학교에서 법학과를 졸업한 이후에 국립 모스크바 국제 관계 대학교에서 국제 관계학 석사 학위를 취득했다. 그 외에 독일 가르미슈파르텐키르헨에 위치한 조지 C. 마셜 유럽 안전 보장 연구 센터에서 연수생으로 재직했다.
체코슬로바키아의 공산주의 체제가 붕괴되기 이전에는 체코슬로바키아 공산당 당원으로 활동했으며 1988년에는 체코슬로바키아 외무부에 취직했다. 1991년부터 1993년까지 러시아 주재 체코슬로바키아·슬로바키아 대사관 직원으로 근무했고 1993년부터 1994년까지 요제프 모라브치크 총리 및 외무장관 밑에서 관방장을 역임했다.
1994년부터 1998년까지 일본 주재 슬로바키아 대사를 역임했으며 2001년부터 2005년까지 유고슬라비아 연방 공화국(세르비아 몬테네그로)·알바니아·마케도니아 공화국(북마케도니아) 주재 슬로바키아 대사를 역임했다. 2006년에 실시된 몬테네그로 독립 국민투표에서는 유럽 연합 대표 선거 감시단원으로 활동했다.
2007년 6월 30일부터 2009년 3월 26일까지 보스니아 헤르체고비나의 고위대표를 역임했으며 2009년 1월 26일부터 2010년 7월 8일까지 슬로바키아의 제1차 로베르트 피초 내각에서 외무장관을 역임했다. 2010년 12월부터 2012년 4월까지 유럽 연합 대외 행동국에서 러시아·동방 근린·서부 발칸반도국장을 역임했고 무소속으로 있던 2012년 4월 4일에는 슬로바키아의 제2차 로베르토 피초 내각의 외무장관 겸 부총리로 임명되었다.
2016년에는 임기 만료를 앞두고 있던 대한민국 출신의 유엔 사무총장인 반기문의 잠재적인 후보자로 거론되었다. 라이차크 본인도 2016년 5월 27일에 공식적으로 유엔 사무총장 입후보 의사를 표명했지만 실제로 출마하지는 않았다. 2017년부터 2018년까지 유엔 총회 의장을 역임했다.

## 사생활
라이차크는 모국어인 슬로바키아어 이외에 영어, 독일어, 러시아어, 불가리아어, 세르보크로아트어를 구사했다고 한다. 2007년 12월 16일에는 보스니아 헤르체고비나의 대형 일간 신문인 《네자비스네 노비네》(Nezavisne novine)로부터 올해의 인물로 선정되었고 2007년 12월 28일에는 보스니아 헤르체고비나의 일간 신문인 《드네브니 아바즈》(Dnevni Avaz)로부터 올해의 인물로 선정되었다.